# Агафонова, Алиса Александровна
Али́са Алекса́ндровна Агафо́нова (укр. Аліса Олександрівна Агафонова и тур. Alisa Agafonova; род. 15 января 1991 года в Харькове, СССР) — бывшая фигуристка, выступающая в танцах на льду и представляющая на международной арене Турцию в паре с Альпером Учаром. С ним она — серебряный призёр зимней Универсиады 2011 года и национальная чемпионка 2018 года. Ранее, представляя Украину в паре с Дмитрием Дунём, выигрывала юниорское первенство страны и дважды отбиралась в финал юниорской серии Гран-при.

## Карьера

### Украинский период
Начала заниматься фигурным катанием в возрасте 6 лет, когда тренеры Владимир Леонович и Лариса Сергеевна Барац отобрали её в группе детского сада для занятий фигурным катанием. До 10 лет занималась в одиночном катании и показывала очень высокие результаты, получив третий рейтинг по Украине. Проявила прекрасные артистические способности, благодаря сотрудничеству с известным хореографом, руководителем ансамбля «Лелеченьки» Людмилой Филипповной Куринсковой. Именно тонкий артистизм, яркая внешность, харизма стали причиной того, что её тренеры предложили Алисе попробовать свои силы в танцах на льду, где она могла бы полно реализовать свой потенциал. Алисе предложили встать в пару с Дмитрием Дунём. Они считались одним из самых перспективных украинских танцевальных дуэтов. Пара дважды подряд участвовала в финалах юниорского Гран-при и была чемпионом страны в своём возрасте, неоднократно участвовала в чемпионатах мира среди юниоров. Однако, в середине сезона 2009—2010, после неудачного выступления на этапе Гран-при в Стамбуле и непопадания в финал, пара распалась.

### Турецкий период
После продолжительного поиска партнёра Алиса Агафонова переехала в США, к тренеру Наталье Дубовой, и встала в пару с бывшим турецким одиночником Альпером Учаром, который начал пробоваться в танцах на льду. На международной арене они стали представлять Турцию. В первом совместном сезоне пара выиграла серебряные медали зимней Универсиады — 2011, проходившей в турецком Эрзуруме.
В конце 2013 года на турнире в Германии пара боролась за право выступать на зимних Олимпийских играх. В сложнейшей борьбе они сумели пробиться на главные соревнования четырёхлетия. Они стали первыми танцорами от Турции, которые выступали на Олимпийских играх. Впрочем, в Сочи турецкие фигуристы заняли лишь 22-е место. Через месяц, на чемпионате мира в Японии, Агафонова и Учар впервые пробились в произвольную программу турнира.
Через год, на чемпионате Европы в Стокгольме (Швеция), спортсмены сумели войти в число двенадцати лучших на континенте. Улучшили своё место они и на чемпионате мира в КНР.
Новый сезон пара начала в сентябре в Германии на турнире Nebelhorn Trophy. После короткого танца пара шла на 3-ьей позиции, в ней были улучшены спортивные достижения. Однако, спортсмены переволновались и в произвольном танце допустили ряд ошибок, заняв в итоге лишь пятое место. Следующий старт танцевального дуэта пришёлся на турнир «Мордовские узоры» (Саранск, РФ), проходивший в октябре 2015 года. Ими вновь были улучшены свои прежние показатели, и пара заняла четвёртое место. Спустя неделю пара участвовала уже на турнире в Софии, и опять фигуристы превзошли все свои прежние показатели. Позже Агафонова и Учар выступали на этапе Гран-при Trophée Bompard, однако, после коротких программ, соревнования были отменены из соображений безопасности (в столице Франции произошла серия терактов). Через неделю фигуристы уверенно выиграли Кубок Северный Рейн-Вестфалии; при этом они превзошли свои прежние показатели в сумме и короткой программе.
5 декабря 2015 года тренер пары Александр Жулин сообщил, что из-за решения Министерства спорта Турции танцевальный дуэт Алиса Агафонова — Альпер Учар был вынужден покинуть Россию. Поэтому через неделю спортсмены перебрались в США к Анжелике Крыловой и Паскуале Камерленго. На европейском чемпионате в Братиславе фигуристы выступили хорошо и вошли в число 12 лучших пар континента, что стало их лучшим достижением. Однако, на мировом чемпионате в США пара откатала значительно хуже, чем в предыдущие годы: фигуристы впервые за три года не отобрались в произвольную программу.
Новый предолимпийский сезон турецкая пара начала в США; в середине сентября, на турнире в Солт-Лейк-Сити, они заняли седьмое место. В середине октября турецкие танцоры выступали на этапе Гран-при в Чикаго, где на Кубке Америки заняли аж предпоследнее место. В начале ноября Агафонова и Учар выступили на своём втором этапе Гран-при в Москве, где на Кубке Ростелекома заняли место в середине таблицы. Позднее они выступали на турнире «Ледовые звёзды» в Минске, где финишировали вторыми и улучшили свои прошлые спортивные достижения. В конце ноября 2016 года пара выступала на Tallinn Trophy, где уверенно откатала свою программу, финишировав на четвёртом месте. Следующий старт пары состоялся уже в начале декабря в Загребе (Хорватия) на турнире «Золотой конёк Загреба», где они уверенно заняли третье место и немного улучшили свои прежние показатели в произвольном танце. В конце января 2017 года Агафонова и Учар выступали в Остраве на европейском чемпионате, где в упорной борьбе заняли место рядом с десяткой ведущих танцоров континента. В конце марта того же года турецкие фигуристы участвовали на мировом чемпионате в Хельсинки (Финляндия), где выступили удачно, сумели квалифицироваться на следующие Олимпийские игры и уверенно прошли в произвольную программу.
Новый олимпийский сезон турецкие танцоры начали на российском этапе Гран-при, где фигуристы финишировали лишь предпоследними. Через неделю они выступали на Skate Canada International, где откатали ещё неудачнее, финишировав последними. В середине ноября 2017 года пара не совсем удачно выступила в Варшаве на Кубке города, на котором они были шестыми. Однако, вскоре в Таллине, на турнире города, Агафонова и Учар финишировали вторыми и при этом улучшили своё прежнее достижение в произвольном танце. В начале декабря они не совсем удачно выступили в Хорватии на традиционном турнире, заняв место в конце десятки. Вскоре, правда, Алиса и Альпер впервые стали национальными чемпионами. В середине января 2018 года в Москве, на континентальном чемпионате, их постигла неудача, они не смогли удержаться в дюжине ведущих европейских пар. Через месяц на Олимпийских играх в Каннынн (Южная Корея) фигуристы финишировали в числе двадцати лучших. Ещё через месяц они выступали в Милане на мировом чемпионате, где пришли к финишу на том же месте, в конце двадцатки. В конце марта 2018 года турецкие фигуристы приняли решение завершить спортивную карьеру.

## Спортивные достижения

### Результаты за Турцию
(с А.Учаром)
| Соревнование                      | 2010—2011 | 2011—2012 | 2012—2013 | 2013—2014 | 2014—2015 | 2015—2016 | 2016—2017 | 2017—2018 |
| --------------------------------- | --------- | --------- | --------- | --------- | --------- | --------- | --------- | --------- |
| Зимние Олимпийские игры           |           |           |           | 22        |           |           |           | 19        |
| Чемпионаты мира                   |           | 31        | 28        | 20        | 16        | 21        | 17        | 19        |
| Чемпионаты Европы                 |           | 26        | 13        | 17        | 12        | 12        | 11        | 13        |
| Этапы Гран-при: Trophée Bompard   |           |           |           |           |           | С         |           |           |
| Этапы Гран-при: Skate America     |           |           |           |           |           |           | 9         |           |
| Этапы Гран-при: Кубок Ростелекома |           |           |           |           |           |           | 8         | 9         |
| Этапы Гран-при: Skate Canada      |           |           |           |           |           |           |           | 10        |
| Nebelhorn Trophy                  |           | 11        |           | 5         |           | 6         |           |           |
| Международный кубок Ниццы         |           | 8         |           |           |           |           |           |           |
| Icechallenge                      | 6         |           | 12        |           | 6         |           |           |           |
| Золотой конёк Загреба             |           | 9         |           |           |           |           | 3         | 7         |
| NRW Trophy                        | 7         | 9         | 9         | 2         |           | 1         |           |           |
| Warsaw Cup                        |           |           |           |           | 5         |           |           | 6         |
| Таллинский трофей                 |           |           |           |           |           |           | 4         | 2         |
| Мордовские узоры                  |           |           |           |           |           | 4         |           |           |
| Кубок Нестли                      |           |           | 4         |           | 2         |           |           |           |
| Кубок Баварии                     |           |           | 6         |           |           |           |           |           |
| Crystal Skate                     |           |           | 5         |           |           |           |           |           |
| Mont Blanc Trophy                 | 5         |           |           |           |           |           |           |           |
| Кубок Денковой-Ставицкого         |           |           |           |           |           | 1         |           |           |
| Турнир в Солт-Лейк-Сити           |           |           |           |           |           |           | 7         |           |
| Турнир в Беларуси                 |           |           |           |           |           |           | 2         |           |
| Зимние Универсиады                | 2         |           |           |           |           |           |           |           |
| Чемпионаты Турции                 |           |           |           |           |           |           |           | 1         |

- С — соревнование не было завершено.

### Результаты за Украину
(с Д.Дунём)
| Соревнования                              | 2003—2004 | 2004—2005 | 2005—2006 | 2006—2007 | 2007—2008 | 2008—2009 | 2009—2010 |
| ----------------------------------------- | --------- | --------- | --------- | --------- | --------- | --------- | --------- |
| Чемпионаты мира среди юниоров             |           |           |           |           | 7         | 13        |           |
| Чемпионаты Украины                        |           | 6J.       |           |           |           | 1J.       |           |
| Мемориал Павла Романа                     | 4N.       | 3N.       |           |           | 2J.       |           |           |
| Финалы юниорского Гран-при                |           |           |           |           | 6         | 7         |           |
| Этапы юниорского Гран-при, Турция         |           |           |           |           |           |           | 4         |
| Этапы юниорского Гран-при, Беларусь       |           |           |           |           |           | 1         | 3         |
| Этапы юниорского Гран-при, Великобритания |           |           |           |           |           | 2         |           |
| Этапы юниорского Гран-при, Германия       |           |           |           |           | 4         |           |           |
| Этапы юниорского Гран-при, Эстония        |           |           |           |           | 2         |           |           |
| Этапы юниорского Гран-при, Тайвань        |           |           |           | 2         |           |           |           |
| Этапы юниорского Гран-при, Франция        |           |           |           | 4         |           |           |           |
| Этапы юниорского Гран-при, Польша         |           |           | 10        |           |           |           |           |
| Этапы юниорского Гран-при, Германия       |           | 10        |           |           |           |           |           |
| Этапы юниорского Гран-при, Китай          |           | 7         |           |           |           |           |           |

- N = уровень «новички»; J = уровень «юниоры»;